# 糠疹癣菌属
糠疹癣菌属（学名：Pityrosporum）为馬拉色菌科的一个屬。

## 下级分类
- 正圆瓶形酵母 Pityrosporum orbiculare M.A. Gordon

，圆形糠秕孢子菌